# Arc-en-ciel lunaire

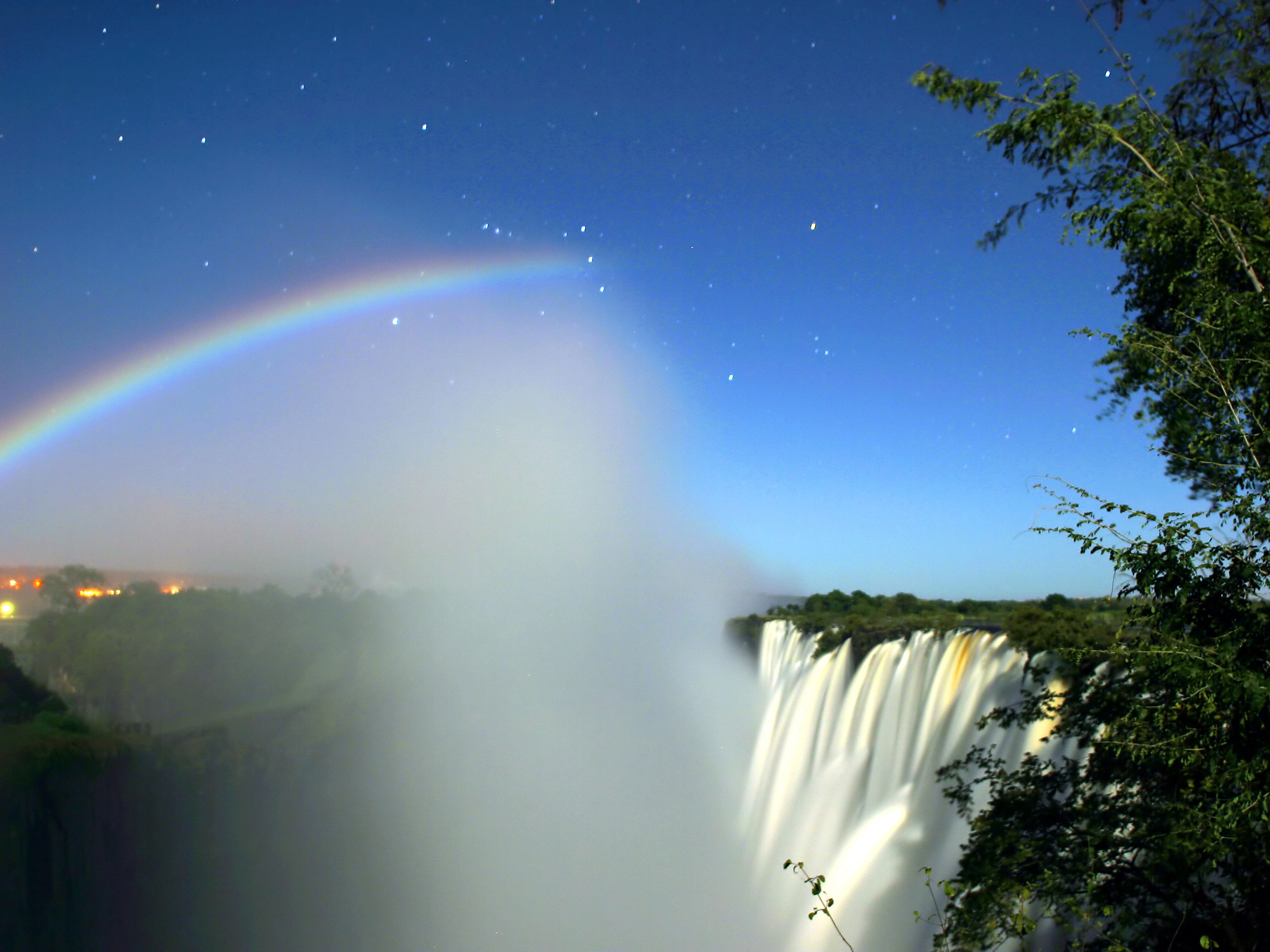
Photographie d'un arc-en-ciel lunaire.

Un arc-en-ciel lunaire est un phénomène optique apparaissant dans l'atmosphère terrestre. À la différence d'un arc-en-ciel classique, provoqué par la lumière du Soleil, un arc-en-ciel lunaire tire son origine de la lumière réfléchie par la Lune.

## Caractéristiques
Les arcs-en-ciel lunaires ont rigoureusement la même origine que les arcs-en-ciel ordinaires, la Lune jouant le rôle de source lumineuse ordinairement tenu par le Soleil. Ce sont des phénomènes relativement peu lumineux, la quantité de lumière solaire réfléchie par la Lune étant nettement plus faible que celle émise directement par le Soleil.
Un arc-en-ciel lunaire apparaît toujours dans la partie du ciel opposée à la Lune. La Lune doit être basse dans le ciel (42° de hauteur ou moins), le ciel doit être sombre et il doit pleuvoir dans la direction de l'arc. Ces exigences rendent les arcs-en-ciel lunaires nettement plus rares que ceux produits par le Soleil. Ils peuvent également apparaître dans la brume d'une chute d'eau.
Les arcs-en-ciel lunaires sont plus facilement perceptibles quand la Lune est pleine, la quantité de lumière réfléchie étant alors maximale. Cependant, il est difficile pour un œil humain de discerner les couleurs des arcs-en-ciel lunaires, car leur lumière est généralement trop faible pour exciter les cônes, récepteurs des couleurs. En conséquence, ils apparaissent blancs. Les couleurs peuvent être révélées lors d'une photographie avec un temps de pose suffisant.

## Dans la culture populaire

### Jeux vidéo
Dans le 18ème jeu vidéo de la série Touhou Project, Unconnected Marketeers, le dernier niveau de l'aventure principale présente un arc-en-ciel lunaire autour de la Lune.